# Derby Stallion DS
Derby Stallion DS (ダービースタリオンDS) est un jeu vidéo basé sur le thème de l'équitation. C'est un jeu de gestion/simulation édité par EnterBrain et développé par ParityBit. Il est disponible uniquement sur Nintendo DS au Japon depuis le 26 juin 2008. Il fait partie de la série des Derby Stallion.
Le jeu comporte un mode solo dans lequel le joueur peut choisir la monture de son choix afin de concourir son rival. Un mode multijoueur est aussi disponible.